# 摩天楼はバラ色に
『摩天楼はバラ色に』（ニューヨークはばらいろに、原題：The Secret of My Success）は、1987年に公開されたアメリカ合衆国のコメディ映画。

## ストーリー
マネーゲームに沸く1980年代のアメリカ。ブラントリーは成功を夢見て、カンザス州からニューヨークに出て来たものの、吹き荒れるレバレッジド・バイアウト旋風により内定していた会社が買収されいきなり失職。新しい就職口を探すが、職務経験のないブラントリーを雇ってくれる会社はどこにもなかった。途方に暮れていた彼は母親との電話で、ニューヨークにいる遠縁の叔父であるハワード・ブレスコットの連絡先をもらっていたことを思い出し、彼が経営する大企業ペンローズ社に乗り込み配送係として採用される。採用が決まった日、ブラントリーは美人重役クリスティに出会い一目惚れする。ブラントリーはメール・ボーイの立場を生かしてペンローズ社の経営情報を集めていくが、ホワイトカラーから見下されるメール・ボーイの彼には経営に参加する資格はなかった。そんな中、ブレントリーは創業者の娘でハワードの妻であるヴェラの臨時運転手を務めることになり、夫に不倫されていた彼女はブラントリーに好意を寄せる。ヴェラは自身の立場を活用してブラントリーを昇進させようとするが、「自力で出世してみせる」と言い返されて拒否されるが、彼のその姿勢に益々興味を抱くようになる。
ある日、ブラントリーは解雇された重役が使用していたオフィスに入り、そこで電話を受けたことをきっかけに「カールトン・ウィットフィールド」の偽名を使い重役に成り済まして経営に参加するようになる。ハワードは業界の大物ダベンポートによる買収の危機を迎えており、それを乗り切るため事業の縮小と経費の削減を打ち出すが、ブラントリーは事業を拡大して会社の価値を上げようと訴える。ハワードは「カールトン・ウィットフィールド」をダベンポートが送り込んだ産業スパイだと疑い、不倫相手であるクリスティに彼の正体を探るように指示する。しかし、クリスティはブラントリーの手腕を見て彼に惹かれるようになり、彼女はハワードに別れを切り出す。クリスティと別れることを嫌がるハワードは、「妻と離婚に合意した」と嘘をつき、彼女を屋敷のパーティーに誘い、ヴェラを引き止める役としてブラントリーもパーティーに呼び出す。
パーティーが終わった夜、4人はそれぞれ意中の相手の部屋に忍び込もうとして鉢合わせになり、それぞれの秘密（ブラントリーの正体、ハワードとクリスティの関係、クリスティがブラントリーをスパイしていたこと）が露見し、ブラントリーとクリスティは解雇されてしまう。会社を解雇された後、ブラントリーとクリスティはヴェラと手を組み会社の乗っ取りを図り重役会議に乗り込む。2人は会議の場でダベンポートの会社の株式を獲得したこと、ハワードの解任とブラントリーが新社長に就任することを宣言し、会社の買収を阻止する。会社を守ったことで社員たちはブラントリーに喝采を送り、彼はクリスティと結ばれる。

## キャスト
| 役名                     | 俳優                       | 日本語吹替              | 日本語吹替                  | 日本語吹替                                              | 日本語吹替 |
| 役名                     | 俳優                       | フジテレビ版            | TBS版                       | VOD版                                                   | 機内上映版 |
| ------------------------ | -------------------------- | ----------------------- | --------------------------- | ------------------------------------------------------- | ---------- |
| ブラントリー・フォスター | マイケル・J・フォックス    | 宮川一朗太              | 山寺宏一                    | 吉野裕行                                                | 水島裕     |
| クリスティ・ウィルズ     | ヘレン・スレイター         | 榊原良子                | 勝生真沙子                  | 松井茜                                                  |            |
| ハワード・プレスコット   | リチャード・ジョーダン     | 青野武                  | 田中信夫                    | 世古陽丸                                                |            |
| ヴェラ・プレスコット     | マーガレット・ホイットン   | 小宮和枝                | 達依久子                    | 沢海陽子                                                |            |
| フレッド・メルローズ     | ジョン・パンコウ           | 江原正士                | 大塚芳忠                    | 荒井勇樹                                                |            |
| バーニー・ラティガン     | クリストファー・マーニー   | 広瀬正志                | 飯塚昭三                    | 大泊貴揮                                                |            |
| アート・トーマス         | ジェリー・バマン           | 筈見純                  | 仁内建之                    |                                                         |            |
| ドナルド・ダベンポート   | フレッド・グウィン         | 郷里大輔                | 郷里大輔                    |                                                         |            |
| ジーン                   | キャロル・アン・スージー   | 秋元千賀子              |                             | 斉藤こず恵                                              |            |
| グレース・フォスター     | エリザベス・フランツ       | 矢野陽子                | 鈴木れい子                  | 寺依沙織                                                |            |
| バート・フォスター       | ドリュー・スナイダー       | 郷里大輔                | 郷里大輔                    |                                                         |            |
| モーリン                 | スーザン・ケラーマン       | 達依久子                |                             |                                                         |            |
| デイヴィス               | クリストファー・デュラング | 鈴木清信                | 田原アルノ                  |                                                         |            |
| ロン                     | ビル・ファッガーバッケ     | 村國守正                | 幹本雄之                    |                                                         |            |
| デイヴィッドソン         | ジャック・デヴィッドソン   | 沢木郁也                | 小島敏彦                    |                                                         |            |
| プロクター               | ジョン・ボウマン           | 島香裕                  | 仲木隆司                    |                                                         |            |
| エレベーター修理業者     | マーク・マーゴリス         |                         | 千田光男                    |                                                         |            |
| その他声の出演           | その他声の出演             |                         | 片岡富枝                    | 三瓶雄樹 織部ゆかり 濱口綾乃 菊池通武 新祐樹 野津山幸宏 |            |
| 日本語版制作スタッフ     |                            |                         |                             |                                                         |            |
| プロデューサー           | プロデューサー             |                         | 上田正人 （TBS）            |                                                         |            |
| 演出                     | 演出                       | 左近允洋                | 左近允洋                    | 工藤美樹                                                |            |
| 翻訳                     | 翻訳                       | 額田やえ子              | 額田やえ子                  | 町田敦夫                                                |            |
| 調整                     | 調整                       | 高橋久義                | 高橋久義                    | 浅倉務                                                  |            |
| 担当                     | 担当                       | 山形淳二 （フジテレビ） | 吉田啓介 （グロービジョン） |                                                         |            |
| 制作                     | 制作                       | グロービジョン          | グロービジョン TBS          | IYUNO STUDIOS                                           |            |

- フジテレビ版 - 初放送1990年11月17日 『ゴールデン洋画劇場』（2015年10月21日発売の『ユニバーサル思い出の復刻版 ブルーレイ』に収録）
- TBS版 - 初放送1992年1月8日 『水曜ロードショー』
- VOD版 - 2019年Netflixで初配信

## 評価

### 興行収入
1987年4月10日に公開され、週末興行収入ランキングでは1位となり780万ドルを売り上げた。その後5週連続で興行収入ランキング1位となり、2か月間トップ10の座を維持し続けた。アメリカ国内の最終的な興行収入は6,699万5,000ドルとなり、同年の年間興行収入ランキング第7位となった。海外市場を含めた最終的な興行収入は1億1,099万6,879ドルとなり、レンタルビデオの収益は2,985万6,000ドルとなっている。

### 批評
Rotten Tomatoesでは58%の支持率となっている。シカゴ・サンタイムズのロジャー・イーバートは、「『摩天楼はバラ色に』は、まるで1950年代から引き出しに入れたまま誰もアップデートをしなかった脚本のように、ある種のタイムワープの中に閉じ込められている」「フォックスは映画のために、かなり絶望的なセンターを提供する。映画の恣意的なムード・シフト、シットコムからスラップスティック、性欲から会議室での喧嘩まで、彼にとっては楽しいものではなかっただろう」と批評している。ヴィンセント・キャンビーはニューヨーク・タイムズで「野心的なブラントリーが二つの人生を過ごす自分を見付けた時にインスパイアされた」「『摩天楼はバラ色に』は、フランク・レッサーの古典的ミュージカル『How to Succeed in Business Without Really Trying』の長い影です」と批評している。